# Histoire du Saguenay-Lac-Saint-Jean
Histoire du Saguenay–Lac-Saint-Jean est un ouvrage qui retrace l'histoire de la région, en passant par le mythique Royaume de Saguenay que les explorateurs du XVIe siècle ont évoqué, jusqu’à la société régionale contemporaine. 
Deuxième ouvrage de la collection, la synthèse produite par Camil Girard et Normand Perron, deux historiens reconnus dans leurs domaines respectifs, livre un tour d'horizon de l'évolution économique, sociale, politique et culturelle de la région du Saguenay–Lac-Saint-Jean et de la région de Chibougamau-Chapais. L'œuvre a reçu le prix Clio-Québec de la Société historique du Canada en 1990.

## Les auteurs
Professeur et chercheur en histoire, Camil Girard participe activement au développement des recherches sur la région. En plus de contribuer à l'IQRC (Institut québécois de recherche sur la culture), il s’est joint depuis 1984 au Comité d’histoire régionale de la Société historique du Canada, dont il a été le président pour l'année 1986-1987. Il a également créé un groupe de recherche sur l’histoire régionale du Saguenay.
Enseignant à l'Institut national de la recherche scientifique, Normand Ferron a participé à de nombreux ouvrages portant sur l’histoire régionale. En outre, la coordination des travaux du Chantier des histoires régionales lui revient depuis 1991.
L'objectif premier de l'ouvrage est d'offrir au Saguenay les grandes lignes de son histoire, mais les auteurs souhaitaient aussi fournir un point de départ pour de prochaines recherches plus poussées. Outre les premiers objectifs d’ordre scientifique, les auteurs ont greffé des visées d’ordre culturel et pédagogique. Les auteurs désiraient aussi que le livre puisse servir de matériel pédagogique pour l’enseignement de l’histoire régionale qui demeure méconnue. Des objectifs d’ordre socio-économique ont aussi guidé l’orientation de la recherche. Plusieurs informations historiques peuvent s’avérer utiles pour les gestionnaires régionaux dans leur réflexion et prise de décision sur le développement régional, car la connaissance de l’histoire d’une réalité régionale est « une dimension qui échappe trop souvent aux froides analyses de la technocratie ».
Écrite en 1989, cette synthèse fut rédigée par deux auteurs spécialistes dans l’histoire du Saguenay–Lac-Saint-Jean et est devenue un ouvrage de référence dans l'historiographie de la région. Elle se place dans le contexte des années 1980 et 90, et a engendré des études approfondies. Divisé chronologiquement entre seize thématiques, l’ouvrage est reconnu par plusieurs universitaires comme étant substantiel. Malgré sa bonne base de recherches, quelques omissions ou manques de précision sont relevés par les critiques. La synthèse est reconnue encore aujourd’hui comme étant encyclopédique et très bien écrite.

## Contexte historiographique
De nombreux ouvrages ont précédé cette synthèse, autant dans le domaine démographique qu’historique. Les premières lignes de l'histoire régionale ont été écrites particulièrement par Mgr Victor Tremblay, professeur d’histoire au Petit Séminaire de Chicoutimi et fondateur de la Société d’Histoire du Saguenay dans son livre Histoire du Saguenay depuis les origines jusqu’à 1870 (1938). Quarante ans plus tard, Pierre-Yves Pépin produit une synthèse des travaux préalables, dans un courant de production d’études devant servir de documents de réflexion sur le développement économique de la région. Les travaux de Normand Séguin, surtout son analyse de 1977 sur la conquête du sol au 19e siècle, ont également marqué l’historiographie du Saguenay. Depuis, les études se sont multipliées, avec des travaux marquants dans les années 1980 comme Les Saguenayens (1983) par Christian Pouyez et Yolande Lavoie, la première monographie régionale en matière démographique,  Les Montagnais, premiers habitants du Saguenay Lac St-Jean (1987) par Pierre Gill et Le Pays du Lac-Saint-Jean : esquisse historique de la colonisation (1988) par Russel Aurore Bouchard. Durant les années 1990 sont publiées Peuplement et dynamique migratoire au Saguenay, 1840-1960 (1996) par Marc Hilaire, un autre ouvrage par R. A. Bouchard, Le Dernier Montagnais (1995) et de grandes synthèses comme celle de Gérard Bouchard La nation québécoise au futur et au passé (1999) et celle de Jacques Lacoursière Histoire populaire du Québec (1995).
L'étude de la région Saguenay–Lac-Saint-Jean a amené deux grands courants historiographiques à se développer. Ils sont notamment représentés par Normand Séguin et Gérard Bouchard.
Dans les travaux de Séguin, les principales caractéristiques de l’économie et de la dynamique du peuplement sont axées sur le système agroforestier. Le développement économique de la région s’est fait avec l’industrie forestière et celle des pâtes et papiers. Cependant, la région dépend économiquement des marchés extérieurs et des capitalistes étrangers.
Bouchard nuance l’affirmation de Séguin en considérant les variables culturelles. Il admet que le Saguenay est une région périphérique, mais affirme que la précédente analyse sous-estime des processus fondamentaux reliés au développement et à l’intégration sociale, tous deux générés par des dynamismes régionaux. Il émet l'hypothèse d’un appauvrissement des formes culturelles dans les nouvelles régions colonisées et d’un repli sur la famille et la parenté, prouvant ainsi l’émergence d’une nouvelle identité.
Quant à Séguin, il continue de travailler sur le domaine forestier comme activité économique dominante qui structure un nouvel espace tout en admettant avoir négligé la dimension culturelle. D’autre part, Bouchard continue d'affirmer que le travail forestier a atténué le problème de développement causé par une absence de marché.
Ces deux courants ne s’opposent pas dramatiquement ; ils prouvent seulement que plusieurs éclairages peuvent être projetés sur la région.

## Éditions
Depuis sa parution en 1989, le livre a été édité deux fois. La 2e édition est la plus récente et fut publiée en 2001, contenant 672 pages. De plus, Histoire du Saguenay–Lac-Saint-Jean fait partie de la collection « Les régions du Québec » de l'Institut québécois de recherche sur la culture (IQRC) rattaché à l'Institut national de la recherche scientifique (INRS) depuis 1994.

## Plan et Structure
L'ouvrage est divisé en quatre grandes parties chronologiques. Outre celles-ci, il est subdivisé en seize thématiques. La segmentation démontre l’évolution de la région.
- Avant-propos
- Préface de Fernand Harvey
- Introduction

I : Première partie : Le Saguenay, des origines à 1840
1. Le milieu physique (Étienne Troestler et Normand Perron)
  - Le territoire
  - L'eau
  - Le paysage
  - Le sous-sol
  - Les sols
  - Le climat
  - L'environnement
2. Les grandes découvertes : le royaume du Saguenay
  - Les grandes découvertes « officielles »
  - Les premiers contacts avec le Saguenay, 1500-1652
  - Le Saguenay, route des fourrures
  - Le Saguenay, région montagnaise
3. Le Saguenay, Domaine du Roi : 1652-1842
  - La Traite de Tadoussac
  - La réorganisation du Domaine
  - Les produits de l'échange
  - La population du Saguenay

II : Deuxième partie : La conquête de l'espace, 1840-1900
1. Le peuplement du territoire
  - Les pressions pour ouvrir le Saguenay à la colonisation
  - Les premiers efforts de colonisation
  - Les grandes étapes du peuplement
  - L'histoire d’une population régionale
2. Une agriculture naissance
  - L'agriculture québécoise
  - L'évolution de l’agriculture régionale
  - L'industrie laitière
  - Une agriculture à réformer
  - Bilan de l’agriculture au XIXe siècle
3. Forêt et industrie au XIXe siècle
  - Le contexte général
  - Un système d’exploitation de la forêt publique
  - La dynamique régionale de l’exploitation forestière
  - Travail et condition ouvrière
  - L'industrie touristique, une expérience originale
4. La mise en place des institutions
  - L'organisation
  - L'organisation religieuse
  - L'éducation
  - La santé et le bien-être
  - L'organisation judiciaire

Troisième partie : L'ère de la grande industrie, 1900-1930
1. Une agriculture fragile
  - Marchés et conjoncture
  - La production agricole régionale
  - Des pratiques routinières
2. L'implantation de la grande industrie
  - Les moyens de transport
  - Le tourisme
  - L'industrie forestière en mutation
3. De nouveaux secteurs : la houille blanche et l’aluminium
4. Les débuts du syndicalisme ouvrier
5. Un milieu social en mutation
  - Les rapports ville/campagne
  - L'Église catholique renforce ses assises
  - La santé et le bien-être
  - Quelques aspects de la vie culturelle

Quatrième partie : À la recherche de la modernité, 1930 à nos jours
1. Coopérative et rationalisation de l'agriculture depuis 1930
  - La production agricole régionale
  - Au temps de la Crise et de la Guerre
  - L’entreprise coopérative
  - La rationalisation de l’agriculture
  - Quelques tendances actuelles dans la propriété agricole
2. Le développement de l’espace minier : la région de Chibougamau-Chapais (Camil Girard et Jean-Michel Tremblay)
  - La découverte d’une région minière, 1850-1950
  - L'exploitation d’une région minière, 1950 à nos jours
  - L'exploitation minière hors Chibougamau
3. Changements structurels de l’économie et grande entreprise
  - Une région qui s’organise
  - Les moyens de transport : au seuil de la maturité
  - Vers un tourisme de masse
  - Industrie forestière, pâtes et papiers : des transformations profondes
  - L'emprise de la grande industrie sur l'électricité
  - L'Alcan et la région
  - Restructuration économique et emploi
  - Organisation du travail et mouvements ouvriers
4. Des institutions à l’échelle régionale
  - Population, habitat et structure municipale
  - La vie religieuse et la laïcisation de la société
  - L'éducation et les besoins régionaux
  - Vers des services régionalisés de santé et de bien-être
5. La vie socioculturelle
  - Culture et environnement régional
  - Les manifestations de la culture
6. Politique et développement régional
  - Éléments de structuration de la socioéconomie régionale
  - Les grandes étapes du développement régional

- Notes
- Annexe : Les députés du Saguenay—Lac-Saint-Jean : 1792-1988
- Orientations bibliographiques
- Liste des tableaux
- Liste des figures
- Liste des cartes
- Liste des sigles
- Index
- Merci
- Carte des régions historiques du Québec [7]

## Description du contenu
La première partie couvre la période des origines aux années 1840. Les trois chapitres de cette partie traitent du milieu physique, de l’époque des grandes découvertes et du Domaine du Roi. Le cadre spatial de ces chapitres aborde le territoire qu’on appelle aujourd’hui le Saguenay–Lac-Saint-Jean. Le Saguenay des peuples autochtones et du commerce des fourrures est une réalité davantage liée au réseau hydrographique qu’aux forêts et aux terres exploitables par les colonisateurs du XIXe siècle.
Les auteurs cherchent à démontrer que le milieu physique marque l’activité quotidienne d’une société, mais que, pour les personnes qui sont aujourd’hui établies sur cette partie du territoire, les particularités de ce milieu sont oubliées parce qu’ils ne leur ont accordé qu’une importance secondaire. Et qu’un milieu, par ses avantages ou ses contraintes, marque la vie des habitants, que ce soit par la topographie du territoire, l’eau, le paysage, le sous-sol, les sols, le climat et l’environnement.
Ensuite, plusieurs facteurs ont favorisé le lancement des Européens à la grande découverte de l’Amérique au XIXe siècle, entre autres les innovations dans le domaine de la navigation permettant un déplacement des activités économiques, de la Méditerranée vers l’Atlantique.
Les auteurs démontrent que l’espace saguenéen est structuré autour du commerce des fourrures entre les années 1652 et 1842. Les colonisateurs entrent donc en contact avec la région par un rapport de commerce.
La deuxième partie est bâtie sur la conquête de l’espace habitable. Le peuplement du territoire, la naissance de l’agriculture, l’industrie du bois au XIXe siècle et la mise en place des institutions représentent les thèmes de ces quatre chapitres.
Dans cette partie, les auteurs cherchent à démontrer que c’est l’effondrement des stocks de fourrures qui pousse les Montagnais plus au nord, vers une ressource qui commence à attirer l’attention des capitalistes au XIXe siècle. La mise en valeur du bois nécessite l’attention des travailleurs. C’est la forêt qui permet l’ouverture du territoire saguenéen au peuplement par les Blancs.
Le chapitre 5 décrit l’état de l’agriculture au XIXe siècle, un autre moteur du peuplement de la région, la productivité, les industries de transformation et les solutions envisagées par les élites pour l’améliorer. Dans celui-ci, le balancement que subit l’industrie de la région, d’agricole à laitière au début du XIXe siècle, est retracé. On voit se développer par la suite l’industrie forestière.
C’est une époque de mise en place des institutions, au-delà des questions d'ordre économique, l’occupation d’un nouveau territoire posant des problèmes au niveau de l’organisation sociopolitique, religieuse, scolaire, sanitaire et judiciaire. Cette mise en place permet l’apparition d’une forme d’autonomie sur les plans régionaux et locaux.
La troisième partie de la synthèse développe l’ère de la grande industrie au XXe siècle. Les années 1900-1930 sont particulièrement fertiles, sauf pour l’agriculture (chapitre 8) dont les végétaux progressent lentement. L’implantation de la grande industrie (chapitre 9), avec dans son sillage la création de villes et de la société de consommation, demeure le phénomène majeur de ces décennies. Quant au milieu social (chapitre 10), il est en pleine mutation. Les institutions consolident leurs assises et s’ajustent aux changements sociaux.
La quatrième partie aborde la période des années 1930 à nos jours. La rationalisation de l’agriculture, le développement de l’espace minier, les changements structurels de l’économie, la régionalisation des institutions (chapitre 14) et la vie socioculturelle (chapitre 15) sont les thèmes abordés.
Les auteurs démontrent dans le chapitre 11 que la Seconde Guerre mondiale relance l’industrie fromagère dans la région. Toutefois, le choc consécutif à la fin de la guerre fut dur pour l’industrie. En effet, vendre des produits laitiers, autres que le fromage, sur les marchés extérieurs est très difficile. Ce sont les marchés locaux québécois et canadiens qui constituent les principaux lieux de vente pour la production de la région du Saguenay–Lac-Saint-Jean.
Le chapitre 12, « Le développement de l’espace minier : la région de Chibougamau-Chapais », fut conçu avec l’aide d’un autre historien, Jean-Michel Tremblay. Peu de chapitres de la synthèse ont ainsi requis une collaboration externe.
Le chapitre 13 traite de l'entrée de la région dans l’ère de la consommation durant les années 1950. La décennie suivante marque le déclin des profits de l’économie locale dans le secteur de la transformation industrielle. Par ce fait, l’économie locale se tourne vers une autre source de revenus, le tourisme de masse.
Finalement, le seizième et dernier chapitre présente des éléments de structuration de la socioéconomie régionale et retrace les grandes étapes du développement du Saguenay–Lac-Saint-Jean.

## Réception critique et universitaire
Plusieurs universitaires ont reconnu l’apport du livre à l’historiographie de la région et son impact sur celle de la province en général.
Certains ont fait remarquer que le contexte de production était assez avantagé, en comparaison à certaines autres régions. Pierre Lanthier note que l’historiographie avait déjà une recherche bien articulée, en particulier dans le domaine démographique. Les auteurs eux-mêmes, spécialistes de l’histoire économique et institutionnelle, y ont ajouté leurs plumes. Paul Larocque, quant à lui, ressort le contexte favorable à la production de cette synthèse : « La région a été habitée par une population ethniquement très homogène. L’espace couvert par l’étude a un cadre naturel et un œkoumène mieux dessiné peut-être que partout ailleurs au Québec. Au plan documentaire, le terrain avait été bien préparé : nous songeons ici à la longévité et au dynamisme de la Société d’histoire régionale et de sa revue Saguenayensiai ; à l’existence préalable d’un bon atlas, de guides bibliographiques et de répertoires de sources où sont mentionnés plusieurs monographies anciennes encore utiles ».
Comme une synthèse se doit d’écourter ou d’écarter certains passages de l’histoire, des lacunes ont été repérées par la communauté académique ; des lacunes qui se trouvent à être très parlantes sur l’historiographie elle-même et le chemin qui restait à franchir pour la compléter. Lanthier mentionne que la vie rurale a été peu développée, surtout dans la partie sur le 20e siècle et que la période de 1945, caractérisée par une consommation de masse, est assez absente. Alfred Dubuc remarque que la partie sur la réalité socioculturelle s’ouvre peu sur le reste de la province (comparé à d’autres thématiques de la synthèse), que les années 1930 et 1940 sont évoquées seulement à travers des lunettes régionalistes et non mondialistes, c’est-à-dire que les évènements majeurs ayant pris place dans le monde à ces moments ne semblent pas avoir de conséquences au Saguenay (alors que c’est le cas), et que le caractère politique est généralement peu exploité. Selon Dubuc, ce dernier aspect est d’ailleurs visible dans les autres travaux contemporains, « une carence généralisée de cette nouvelle histoire (…) ». Son compte rendu se termine avec une note sur l’absence presque totale de l’histoire des femmes dans la synthèse, alors qu’elle a beaucoup contribué à l'historiographie de la région et de la province.